# Іноуе Майко
Іноуе Майко (нар. 5 лютого 1979) — колишня японська тенісистка.
Найвищу одиночну позицію світового рейтингу — 299 місце досягла 29 вересня 1997, парну — 139 місце — 9 липня 2001 року.
Здобула 2 одиночні та 9 парних титулів туру ITF.

## Фінали ITF
| турніри $25,000 |
| турніри $10,000 |

### Одиночний розряд (2–2)
| Результат | Ранг | Дата              | Турнір                    | Покриття   | Суперниця       | Рахунок          |
| --------- | ---- | ----------------- | ------------------------- | ---------- | --------------- | ---------------- |
| Поразка   | 1.   | 30 вересня 1996   | Ібаракі (Ібаракі), Японія | Тверде     | Наґатомі Кейко  | 4–6, 4–6         |
| Перемога  | 1.   | 22 листопада 1998 | Хайбара, Японія           | Ґрунт      | Ісіда Кейко     | 6–4, 6–3         |
| Перемога  | 2.   | 29 листопада 1998 | Нагасакі, Японія          | Трава      | Фудзівара Ріка  | 6–1, 3–6, 7–6(3) |
| Поразка   | 2.   | 18 вересня 2002   | Кіото, Японія             | Тверде (i) | Томоко Йонемура | 3–6, 3–6         |

### Парний розряд (9–11)
| Результат | Ранг | Дата              | Турнір                        | Покриття   | Партнерка      | Суперниці                            | Рахунок          |
| --------- | ---- | ----------------- | ----------------------------- | ---------- | -------------- | ------------------------------------ | ---------------- |
| Перемога  | 1.   | 17 лютого 1997    | Фару, Португалія              | Тверде     | Кавамата Ріей  | Сільві Сальяберрі Аліенор Трісеррі   | 6–3, 6–2         |
| Поразка   | 1.   | 16 листопада 1998 | Haibara Японія                | Ґрунт      | Ясуко Нісімата | Ісіда Кейко Томоко Ісіда             | 7–5, 6–7(7), 3–6 |
| Перемога  | 2.   | 30 серпня 1999    | Куросіо, Японія               | Тверде     | Керрі-Енн Г'юз | Марезе Жубер Кейт Ворн Голланд       | 6–4, 7–6(3)      |
| Поразка   | 2.   | 12 грудня 1999    | Маніла, Філіппіни             | Тверде     | Іноуе Харука   | Лі Тін Лі На                         | 3–6, 2–6         |
| Перемога  | 3.   | 10 січня 2000     | Бока-Ратон, США               | Тверде     | Лі Тін         | Ольга Виметалкова Габріела Хмелінова | 4–6, 6–2, 6–3    |
| Поразка   | 3.   | 26 березня 2000   | Стоун-Маунтін (Джорджія), США | Тверде     | Іноуе Харука   | Труді Мусгрейв Бріанн Стюарт         | 4–6, 6–2, 6–7    |
| Поразка   | 4.   | 14 жовтня 2001    | Саґа (Саґа), Японія           | Трава      | Хісамацу Сіхо  | Хіракі Ріка Нана Міяґі               | 0–6, 1–6         |
| Поразка   | 5.   | 8 вересня 2002    | Кіото, Японія                 | Тверде (i) | Хісамацу Сіхо  | Сідзу Кацумі Акіко Кінебуті          | 4–6, 6–2, 2–6    |
| Поразка   | 6.   | 15 вересня 2002   | Хіросіма, Японія              | Ґрунт      | Таґуті Кейко   | Гелена Еєсон Андреа Мунх-Германсен   | 6–3, 3–6, 2–6    |
| Перемога  | 4.   | 22 вересня 2002   | Кіото, Японія                 | Тверде (i) | Хісамацу Сіхо  | Макі Арай Каорі Аояма                | 7–5, 7–5         |
| Поразка   | 7.   | 20 жовтня 2002    | Хайбара, Японія               | Килим      | Іноуе Харука   | Ремі Тедзука Юка Йосіда              | 0–6, 2–6         |
| Перемога  | 5.   | 27 жовтня 2002    | Токіо, Японія                 | Тверде     | Іноуе Харука   | Таґуті Кейко Урабе Намі              | 6–1, 6–2         |
| Поразка   | 8.   | 19 серпня 2007    | Токіо, Японія                 | Килим      | Марі Іноуе     | Чжао Їцзін Сон Шаньшань              | 3–6, 1–6         |
| Перемога  | 6.   | 2 вересня 2007    | Сайтама, Японія               | Тверде     | Маюмі Ямамото  | Томоко Докей Юкіко Ябе               | 6–4, 7–5         |
| Поразка   | 9.   | 31 серпня 2008    | Сайтама, Японія               | Тверде     | Айрі Хаґімото  | Сюй Веньсінь Хванг І-Хсюань          | 4–6, 3–6         |
| Перемога  | 7.   | 8 серпня 2009     | Ніїґата, Японія               | Килим      | Айрі Хаґімото  | Макі Арай Ецуко Кітадзакі            | 6–2, 6–2         |
| Поразка   | 10.  | 29 серпня 2009    | Сайтама, Японія               | Тверде     | Айрі Хаґімото  | Макі Арай Танака Марі                | 2–6, 4–6         |
| Поразка   | 11.  | 26 березня 2010   | Кофу (Яманасі), Японія        | Тверде     | Хісамацу Сіхо  | Макі Арай Окамото Сейко              | 4–6, 4–6         |
| Перемога  | 8.   | 11 липня 2010     | Токіо, Японія                 | Килим      | Макі Арай      | Айрі Хаґімото Каорі Онісі            | 6–2, 7–5         |
| Перемога  | 9.   | 17 червня 2012    | Токіо, Японія                 | Тверде     | Каорі Онісі    | Акарі Іноуе Хірото Кувата            | 5–7, 7–5, [10–7] |